# Suboestophora kuiperi
Suboestophora kuiperi is een slakkensoort uit de familie van de Trissexodontidae. De wetenschappelijke naam van de soort is voor het eerst geldig gepubliceerd in 1966 door Gasull.